# Comuna Cerepivka, Burîn
Cerepivka (în ucraineană Черепівка) este o comună în raionul Burîn, regiunea Sumî, Ucraina, formată din satele Cerepivka (reședința), Ierciîha și Karpenkove.

## Demografie
Componența lingvistică a comunei Cerepivka
     Ucraineană (99,27%)
     Alte limbi (0,63%)
Conform recensământului din 2001, majoritatea populației comunei Cerepivka era vorbitoare de ucraineană (99,27%), existând în minoritate și vorbitori de alte limbi.